# ᱄
Cette page contient des caractères spéciaux ou non latins. S’ils s’affichent mal (▯, ?, etc.), consultez la page d’aide Unicode.
᱄ est un chiffre de l’alphasyllabaire lepcha équivalent au 4 en chiffres arabes.

## Représentations informatiques
| Représentation | Chaînes de caractères | Points de code | Descriptions          |
| -------------- | --------------------- | -------------- | --------------------- |
| ᱄              | ᱄                     | U+1C44         | Chiffre lepcha quatre |